# 고식물학
고식물학(古植物學, 영어: paleobotany)은 고생물학의 일부로, 오래전에 살았던 식물을 연구하는 학문이다.

## 식물의 화석군
일부 식물은 지구의 지질학적 시간의 척도를 통해 변화되지 않은 채 남아있다. 초기 양치류들은 미시시피기를 통해 발달했고 구과식물은 펜실베이니아기를 통해 발달했다. 선사시대의 일부 식물들은 오늘날에도 현존하는 식물들이 있는데 이들의 화석을 살아있는 화석으로 부른다. 그 밖의 식물들은 급진적으로 변화되었거나 완전히 멸종하였다.
선사시대의 식물의 예는 다음과 같다:
- Araucaria mirabilis
- Archaeopteris
- Calamites
- Dillhoffia
- Glossopteris
- Hymenaea protera
- Nelumbo aureavallis
- Pachypteris
- Palaeoraphe
- Peltandra primaeva
- Protosalvinia
- Trochodendron nastae

## 같이 보기
- 생물 진화의 역사
- 식물의 진화